# كيفن كراوس
كيفن كراوس (بالألمانية: Kevin Kraus) (12 أغسطس 1992 فيسبادن ألمانيا - ) هو لاعب كرة قدم ألماني يلعب كمدافع.

## روابط خارجية
- كيفن كراوس على موقع قاعدة بيانات كرة القدم.إي يو (الإنجليزية)
- كيفن كراوس على موقع بيانات كرة القدم. دي إي (الألمانية)
- كيفن كراوس على موقع Soccerway.com (الإنجليزية)
- كيفن كراوس على موقع عالم كرة القدم.نت (الإنجليزية)